# Chorozinho-da-caatinga
O chorozinho-da-caatinga (Herpsilochmus sellowi) é uma espécie de ave da família Thamnophilidae.
É endémica do Brasil.
Os seus habitats naturais são: florestas secas tropicais ou subtropicais e savanas áridas.
Está ameaçada por perda de habitat.
O nome chorozinho-da-caatinga foi selecionado como nome vernáculo técnico para a espécie pelo Comitê Brasileiro de Registros Ornitológicos (CBRO) em 2021.